# Шелбивил (Кентаки)
Шелбивил (енгл. Shelbyville) град је у америчкој савезној држави Кентаки.

## Демографија
По попису из 2010. године број становника је 14.045, што је 3.96 (39,3%) становника више него 2000. године.
| Група             | 2000.         | 2010.         |
| Белци             | 7.178 (71,2%) | 9.294 (66,2%) |
| Афроамериканци    | 1.649 (16,4%) | 1.797 (12,8%) |
| Азијати           | 53 (0,5%)     | 109 (0,8%)    |
| Хиспаноамериканци | 959 (9,5%)    | 2.494 (17,8%) |
| Укупно            | 10.085        | 14.045        |